# Bolbapium
Bolbapium es un género de escarabajos  de la familia Bolboceratidae. En 1843 Latreille describió el género. Se distribuye por Brasil, Guyana, Guyana Francesa y Venezuela. Contiene las siguientes especies:
- Bolbapium baeri (Boucomont, 1902)
- Bolbapium bigibbosum Luederwaldt, 1929
- Bolbapium borgmeieri Martínez, 1976
- Bolbapium caesum (Klug, 1843)
- Bolbapium howdeni Martínez, 1976
- Bolbapium lucidulum (Klug, 1843)
- Bolbapium minutum Luederwaldt, 1929
- Bolbapium paralucidulum Ide & Martínez, 1993
- Bolbapium quadrispinosum Luederwaldt, 1929
- Bolbapium quinquestriatum Boucomont, 1932
- Bolbapium sculpturatum (Mannerheim, 1829)
- Bolbapium striatopunctatum (Laporte de Castelnau, 1840)
- Bolbapium sulcifrons Ide & Martínez, 1993